# Fuhlensee (Wahlstorf)
Der Fuhlensee ist ein See in der Holsteinischen Schweiz in Deutschland. Er liegt im Verlauf der Schwentine flussabwärts zwischen dem Kronsee und dem Lanker See südlich des Gutes Wahlstorf.
Er ist 14 ha groß, bis zu 5 m tief und liegt etwa 20 m ü. NN. Der Wasserhaushalt wird durch den hohen Durchfluss der Schwentine dominiert. Der Umsatz im See ist so hoch, dass sich im Sommer keine Schichtung einstellt und auch das bodennahe Wasser hohe Sauerstoffkonzentrationen hat.
Am Nordostufer des Sees befindet sich ein Fischer und ein Imbiss für Wasserwanderer.